# Santiago Llanta y Guerin
Santiago Llanta y Guerin (fl. 1866-1872) fue un litógrafo francés que trabajó en España.

## Biografía
Natural de París, fue alumno de la École impériale des beaux-arts. En la Exposición de Bellas Artes celebrada en 1866 en Madrid, presentó retratos litográficos de Juan Eugenio Hartzenbusch y Adelardo López de Ayala. Entre sus obras se encuentran también la cabeza de Jesucristo que acompañaba al poema de Felipe Velázquez y Arroyo titulado Las siete palabras y un gran número de retratos incluidos en las obras Galería universal de biografías, Los Borbones ante la revolución o Los diputados pintados por sus hechos, además de una lámina que contenía los retratos de los generales que participaron en la Revolución de 1868, entre otras.